# Renault Arkana
Renault Arkana – samochód osobowy typu SUV Coupé klasy kompaktowej produkowany pod francuską marką Renault od 2019 roku.

## Historia i opis modelu

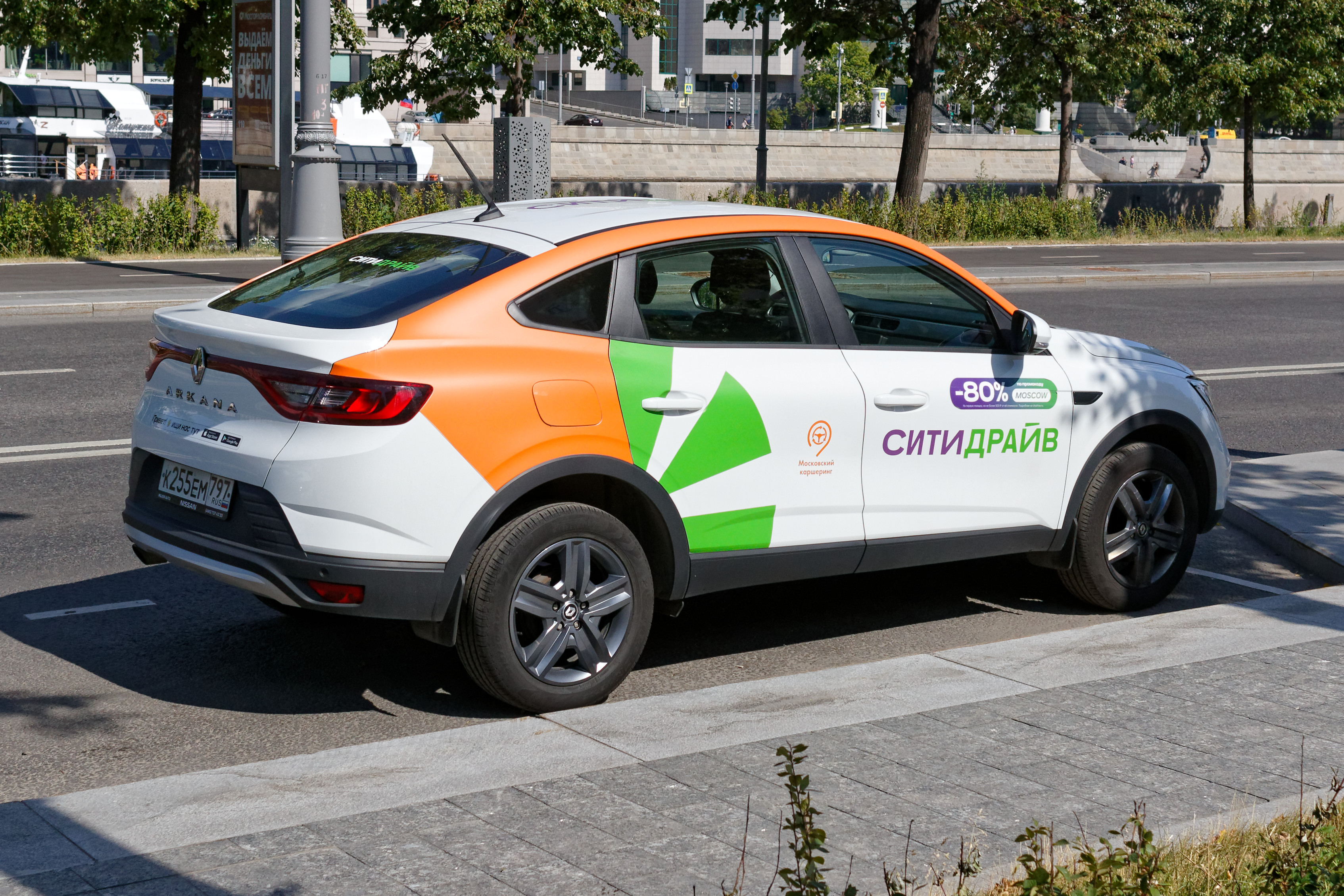
rosyjskie Renault Arkana – tył

rosyjskie Renault Arkana w Kemerowie

Premierę pierwszego SUV-a Coupe marki Renault poprzedziła prezentacja prototypu Arkana Concept, który swoją premierę miał w sierpniu 2018 roku podczas rosyjskiej wystawy Moscow Auto Show. Studium przyjęło postać bliską wersji produkcyjnej, zwiastując kluczowe cechy wyglądu przyszłego seryjnego pojazdu zbudowanego z myślą o rynku rosyjskim.
Seryjna wersja Renault Arkany wyprodukowana w maju 2019 roku, posiadała minimalne różnice w stosunku do prototypu z 2018 roku. Samochód utrzymano w charakterystycznych dla dotychczasowej gamy Renault proporcjach, zyskując podobne do modeli Megane i Talisman reflektory w kształcie litery C, a także podłużne lampy tylne. Rosyjską Arkanę zbudowano na platformie B0+, współdzieloną z innymi modelami Renault oferowanymi w tym regionie – Kaptur i Duster. Od drugiego z wymienionych samochód zapożyczył deskę rozdzielczą, z podłużnymi nawiewami i umieszczonym pod nim ekranem dotykowym.

### Sprzedaż
Produkcja Renault Arkany w lokalnej odmianie rozpoczęła się w lipcu 2019 roku w rosyjskich zakładach Renault w Moskwie. Od jesieni 2020 roku do końca kolejnego roku trwała produkcja także w ukraińskich zakładach ZAZ w Zaporożu. W lipcu 2021 roku ruszyła produkcja w trzecich zakładach, kazachskiego Allur Auto w Kustanaju, z kolei w październiku tego samego roku - także w Uzbekistanie. Po rozpoczęciu się pełnoskalowej rosyjskiej agresji na Ukrainę 24 lutego 2022, Renault najpierw zamroziło, a w maju całkowicie wycofało się z Rosji, kończąc lokalną produkcję wszystkich modeli i odsprzedając swoje udziały w AwtoWAZ. Kontynuowanie produkcji nie miało miejsca także w ukraińskim Zaporożu. W ten sposób, tutejszy wariant Renault Arkana pozostał w produkcji i sprzedaży już tylko w krajach WNP na terenie Azji Środkowej i Kaukazu.

### Silniki
- R4 1.3 TCe 114 KM
- R4 1.6 TCe 150 KM

### Wersja europejska

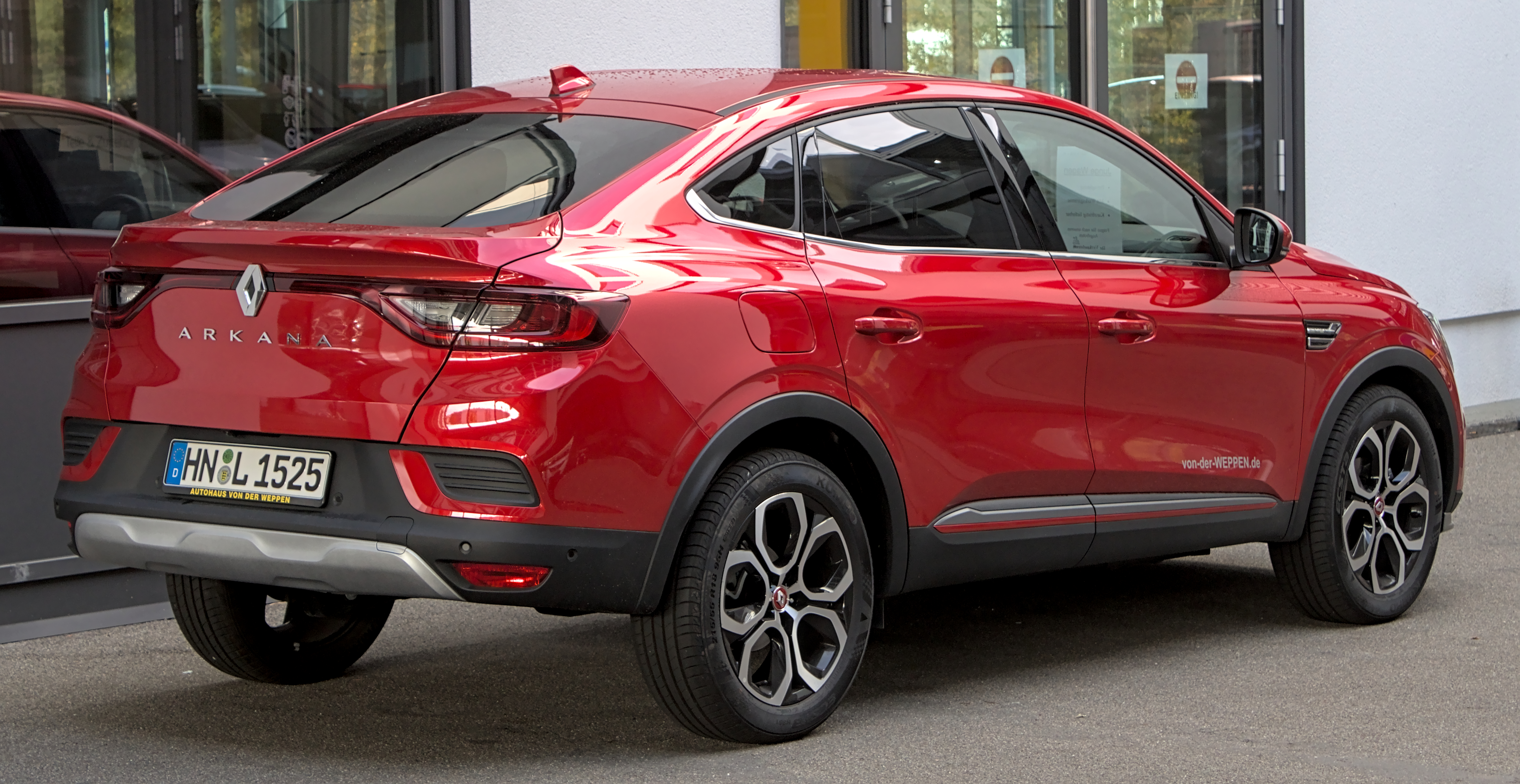
Renault Arkana – tył

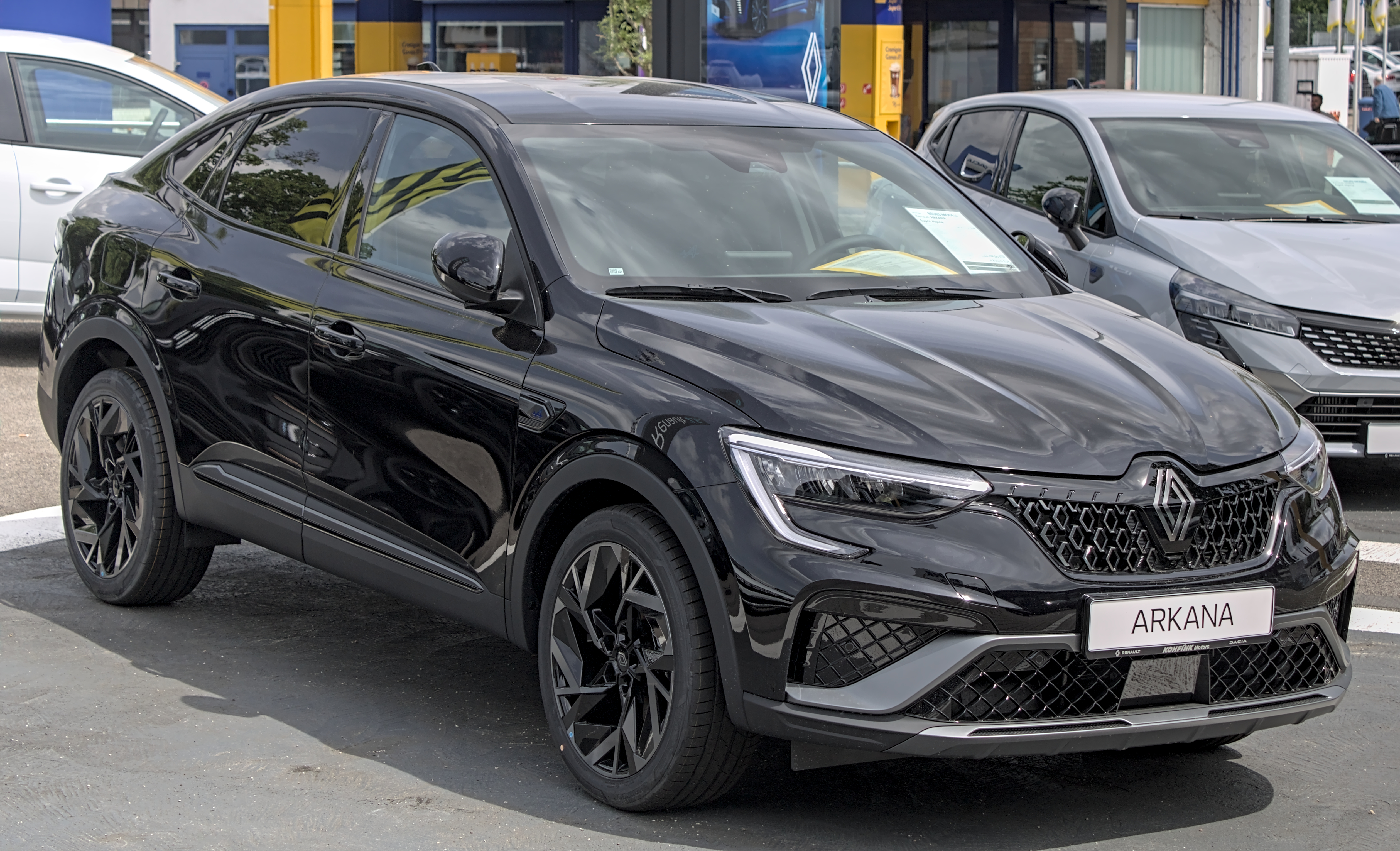
Renault Arkana po liftingu

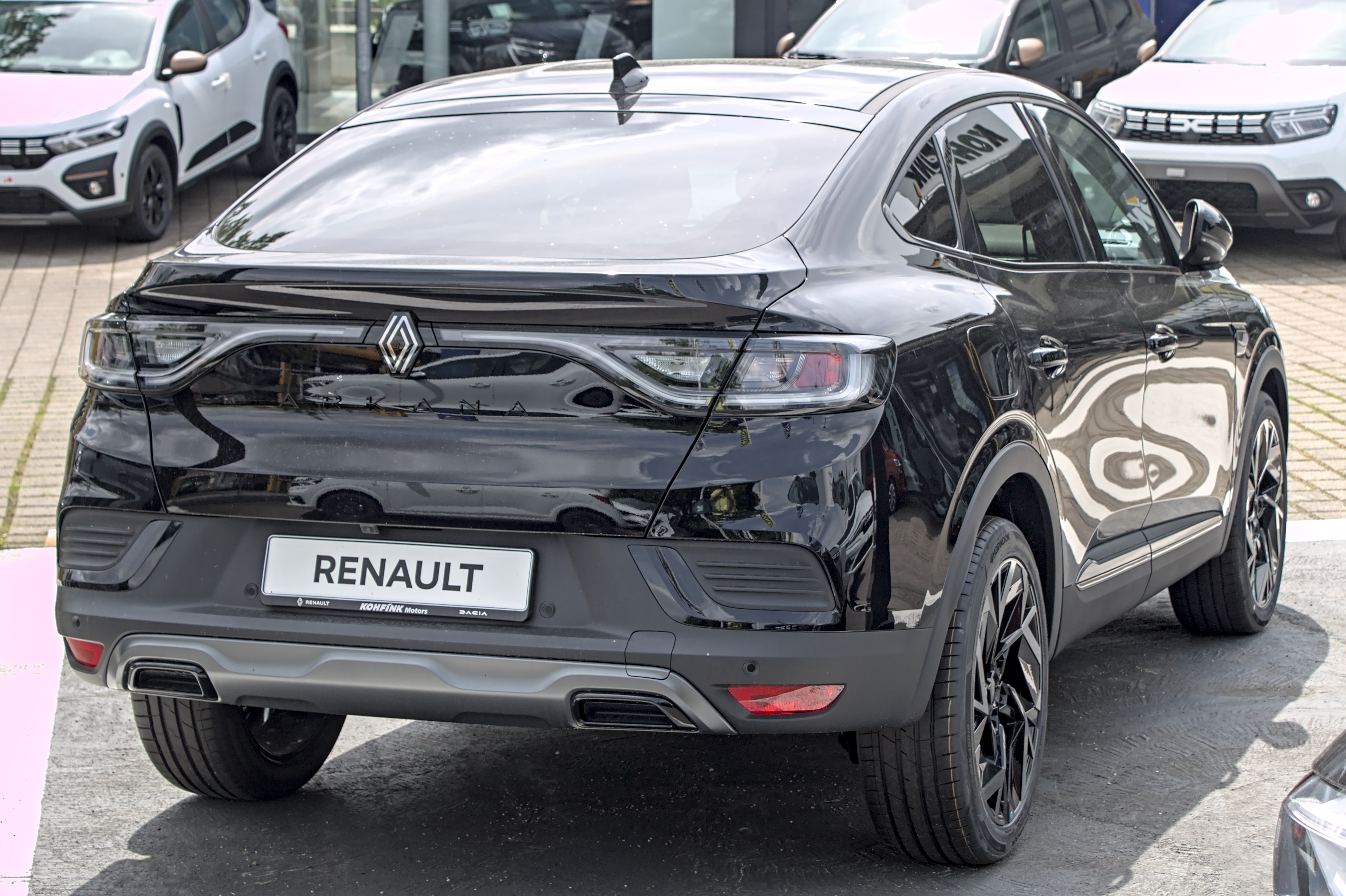
Renault Arkana - tył po liftingu

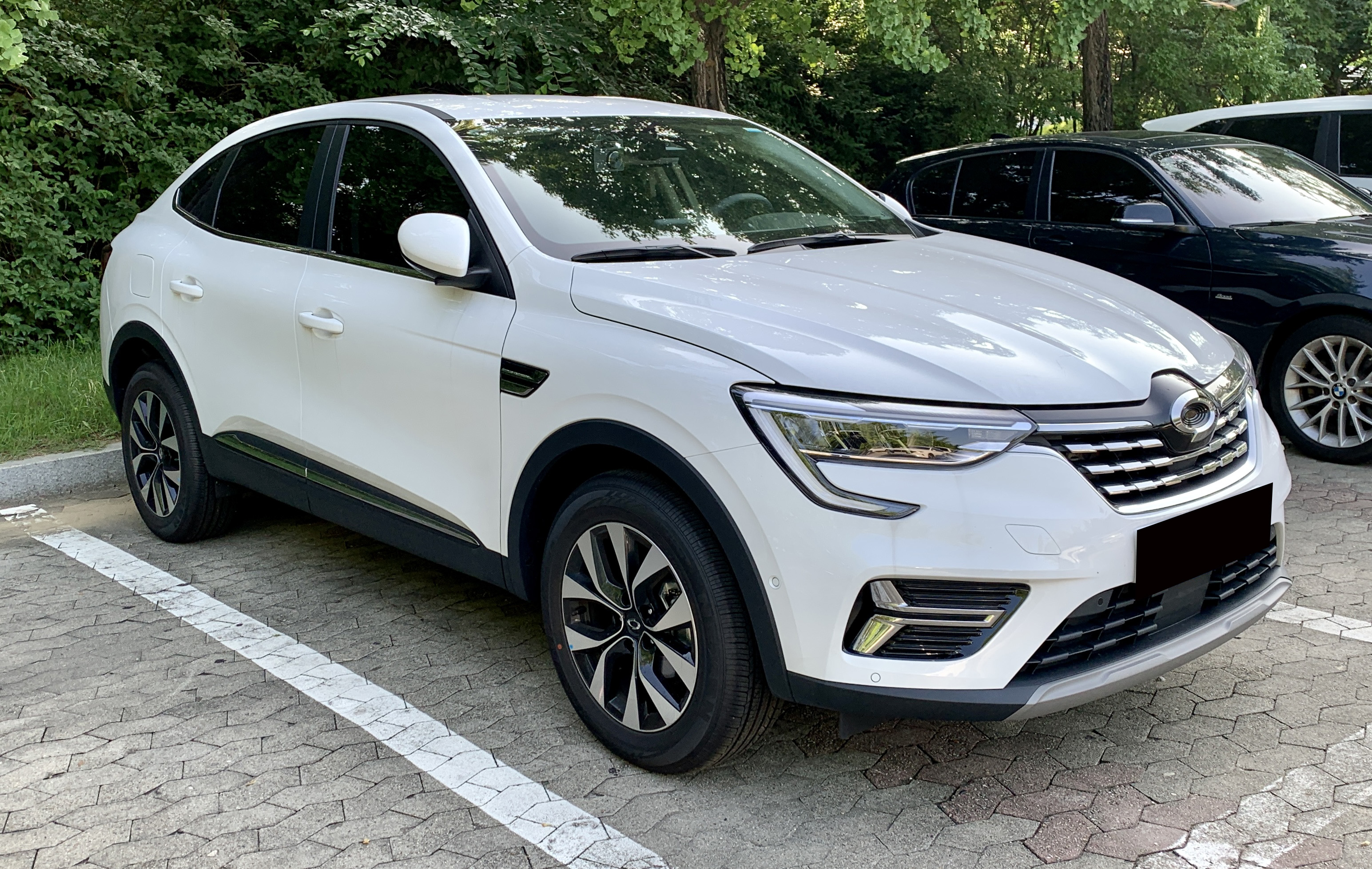
południowokoreański Samsung XM3

Renault Arkana zostało zaprezentowane po raz pierwszy w 2020 roku.
Pierwotnie zbudowana z myślą o rynku rosyjskim Arkana nie miała trafić do sprzedaży na rynkach europejskich, jednak jesienią 2019 roku Renault zmieniło swoje stanowisko, zapowiadając rynkowy debiut modelu pojazdu także w Europie Zachodniej i Centralnej z początkiem 2021 roku.
Europejska odmiana Renault Arkany została opracowana na zupełnie innej platformie niż rosyjski odpowiednik przedstawiony rok wcześniej, opierając się na architekturze CMF-B współdzielonej z modelami Clio i Captur. Przełożyło się to na dłuższe i wyższe nadwozie, a także inne wersje wyposażenia i inny wygląd kabiny pasażerskiej, w pełni zapożyczony z crossovera Captur. Specjalnie z myślą o rynkach Europy Zachodniej i Centralnej opracowany został też układ hybrydowy E-Tech.

### Lifting
W lipcu 2023 roku globalny wariant Renault Arkany przeszedł kosmetyczną restylizację. W jej ramach samochód otrzymał nowy wzór logotypów, przeprojektowany układ kratek wypełniający przednie wloty powietrza, nowa kolorystyka detali nadwozia oraz inne niż dotychczas wzory alufelg. Zmiany objęły jeszcze listę pakietów wyposażenia, które uproszczono i zoptymalizowano pod kątem bogatszego wyposażenia standardowego. Wzorem modelu Arkana, producent wprowadził nowy topowy wariant Esprit Alpine.

### Sprzedaż
Aby uniknąć skojarzeń z wojennym zbrodniarzem, Arkanem, powszechnie znanym w krajach byłej Jugosławii, Arkana trafiła do sprzedaży w państwach półwyspu Bałkańskiego jako Renault Megane Conquest. Jeszcze przed europejskim debiutem, w Korei Południowej samochód zadebiutował w maju 2020 roku pod lokalną marką Samsung jako Samsung XM3 i tutaj trafił do produkcji z myślą o wewnętrznym i zagranicznych rykach. Również jeszcze przed europejskim debiutem, w czerwcu 2020 roku rozpoczął się import samochodu z Korei Południowej do Ameryki Południowej, poszerzając tym samym lokalną ofertę producenta w Chile. Sprzedaż Renault Arkany w krajach Europy Zachodniej, Południowej i Środkowo-Wschodniej rozpoczęła się w kwietniu 2021 roku, z czego na wybranych rynkach, jak w Polsce, zamówienia na pierwsze egzemplarze rozpoczęto przyjmować miesiąc później, w maju 2021. W 2024 roku samochód w Korei Południowej zaadaptował globalną nazwę, odchodząc od logotypów wygaszanej marki Samsung.

### Silniki
- R4 1.3 TCe 140 KM
- R4 1.3 TCe 160 KM
- R4 1.6 E-Tech Hybrid 145 KM